# Politiezone Polder
De politiezone Polder (zonenummer 5460) is een Belgische politiezone, die bestaat uit de West-Vlaamse gemeenten Diksmuide, Houthulst, Koekelare en Kortemark, behorende tot het gerechtelijk arrondissement West-Vlaanderen.